# Cistòlit
Un cistòlit (del grec "cavitat" i "pedra") és una concreció, en general de carbonat de calci, format dins una cèl·lula de les fulles d'algunes plantes de certes famílies, com per exemple, Ficus elastica, la planta de cautxú indi de la família moràcies. Plantes de la família urticàcies, com les conegudes ortigues, també formen cistòlits a les fulles, però només després d'haver florit i fructificat. El cànnabis i altres plantes en la família cannabàcies també produeixen cistòlits en fulles i flors.